# Kaliurie
 (février 2023).
Si vous disposez d'ouvrages ou d'articles de référence ou si vous connaissez des sites web de qualité traitant du thème abordé ici, merci de compléter l'article en donnant les références utiles à sa vérifiabilité et en les liant à la section « Notes et références ».
La Kaliurie est la teneur en ions potassium dans l'urine.
Elle permet de calculer la kaliurèse, quantité de potassium excrété par unité de temps (le plus souvent par 24 h)
Cette kaliurèse est augmentée dans certaines maladies rénales, ou la prise de certains médicaments comme les diurétiques de l'anse ou les thiazidiques. Elle est diminuée en cas de prise de médicaments diminuant la rénine, l'angiotensine ou l'aldostérone.
Une kaliurèse augmentée peut entraîner une baisse du potassium dans le sang, appelée hypokaliémie. 